# Bariolage multi-environnement
Le bariolage multi-environnement (B.M.E.), est le motif de camouflage standard de l'armée française. Il est destiné à remplacer le bariolage théâtre européen et le bariolage zone désertique en 2024.

## Histoire
Le projet débute en mars 2016, lorsque de nombreuses armées du monde travaillent sur le MultiCam, un camouflage adapté à pratiquement tous les environnements et saisons.
Le projet a été conduit par la Section technique de l’Armée de terre, en relation avec le Service du commissariat des armées et la Direction générale de l’armement.
Le BME commence à être distribué aux forces armées françaises en décembre 2024 en commençant par la 7e brigade blindée. L'essentiel de l'armée de terre en sera équipé d'ici la fin 2025.

## Caractéristiques
Il est composé de six couleurs, avec des formes de grande taille qui forment un effet de dégradé avec de petites formes. Des triangles sont aussi ajoutés, rappelant le camouflage Scorpion utilisé sur les véhicules de combat de l'Armée française.  
Il accroît la furtivité du combattant, puisque son temps de détection est 25 % plus long que pour le CCE. 
Les couleurs utilisées proviennent des couleurs officielles de l'armée française présentes dans la norme "NORMDEF 0001".  